# Liste der Kapellen im Bistum Aachen – Region Eifel
Die Liste der Kapellen im Bistum Aachen – Region Eifel listet die pfarrgebundenen und Privatkapellen auf, die im Bereich der GdG Selige Helena Stollenwerk, Simmerath, GdG Monschau, GdG St. Barbara, Mechernich (ohne die östlichen Ortschaften), GdG Hl. Hermann-Josef, Steinfeld, GdG Hellenthal/Schleiden, GdG Hl. Apostel, GdG Matthias und GdG Blankenheim/Dahlem im Bistum Aachen stehen. Die betreffenden Pfarren sind in der Liste der Kirchen im Bistum Aachen – Region Eifel einsortiert.

## Liste
| Bild | Name                                                                  | Ort                           | Pfarrei                               | Gemeinschaft der Gemeinden               | Baudaten |
| ---- | --------------------------------------------------------------------- | ----------------------------- | ------------------------------------- | ---------------------------------------- | --- |
|      | Kreuzkapelle                                                          | Blankenheim                   | St. Mariä Himmelfahrt/Blankenheim     | Hl. Apostel Matthias, Blankenheim/Dahlem | 1773–1780 |
|      | Hubertus-Kapelle                                                      | Blankenheim-Ahrdorf           | St. Mariä Himmelfahrt/Uedelhoven      | Hl. Apostel Matthias, Blankenheim/Dahlem | um 970 |
|      | St. Antonius Abt                                                      | Blankenheim-Ahrhütte          | St. Johann Baptist/Dollendorf         | Hl. Apostel Matthias, Blankenheim/Dahlem | 1823–1830 |
|      | Schutzengelkapelle                                                    | Blankenheim-Ahrhütte          | St. Johann Baptist/Dollendorf         | Hl. Apostel Matthias, Blankenheim/Dahlem | 1839 |
|      | Alte Kirche                                                           | Blankenheim-Alendorf          | St. Agatha/Alendorf                   | Hl. Apostel Matthias, Blankenheim/Dahlem | 1494 |
|      | Antoniuskapelle                                                       | Blankenheim-Dollendorf        | St. Johann Baptist/Dollendorf         | Hl. Apostel Matthias, Blankenheim/Dahlem | 17. Jahrhundert |
|      | St. Martin                                                            | Blankenheim-Freilingen        | St. Philippus und Jakobus/Lommersdorf | Hl. Apostel Matthias, Blankenheim/Dahlem | 1687/1895/1956 |
|      | Annakapelle                                                           | Blankenheim-Hüngersdorf       | St. Johann Baptist/Ripsdorf           | Hl. Apostel Matthias, Blankenheim/Dahlem | 1675 |
|      | Hermann-Josef-Kapelle                                                 | Blankenheim-Hüngersdorf       | St. Johann Baptist/Ripsdorf           | Hl. Apostel Matthias, Blankenheim/Dahlem | 1864 |
|      | Kapelle am Vellerhof                                                  | Blankenheim-Hüngersdorf       |                                       |                                          | 1888 |
|      | Jodokus-Kapelle                                                       | Blankenheim-Lommersdorf       |                                       |                                          | 1834 |
|      | St. Michael und Brigida                                               | Blankenheim-Nonnenbach        | St. Johann Baptist/Ripsdorf           | Hl. Apostel Matthias, Blankenheim/Dahlem | 1865 (Turm) |
|      | Marienkapelle                                                         | Blankenheim-Reetz             | St. Mariä Himmelfahrt/Uedelhoven      | Hl. Apostel Matthias, Blankenheim/Dahlem | 1932 |
|      | Antoniuskapelle                                                       | Blankenheim-Uedelhoven        |                                       |                                          | |
|      | Dreifaltigkeitskapelle                                                | Blankenheim-Uedelhoven        | St. Mariä Himmelfahrt/Uedelhoven      | Hl. Apostel Matthias, Blankenheim/Dahlem | |
|      | Marienkapelle                                                         | Blankenheim-Uedelhoven        | St. Mariä Himmelfahrt/Uedelhoven      | Hl. Apostel Matthias, Blankenheim/Dahlem | |
|      | St. Dionysius                                                         | Blankenheim-Waldorf           | St. Agatha/Alendorf                   | Hl. Apostel Matthias, Blankenheim/Dahlem | 15. Jh. |
|      | Friedhofskapelle                                                      | Dahlem                        | St. Hieronymus/Dahlem                 | Hl. Apostel Matthias, Blankenheim/Dahlem | 1886 |
|      | Barbarakapelle                                                        | Dahlem-Frauenkron             | St. Brictius/Berk                     | Hl. Apostel Matthias, Blankenheim/Dahlem | 18. Jh. / 1952 Wiederaufbau |
|      | Brigidakapelle                                                        | Dahlem-Kronenburgerhütte      | St. Johann Baptist/Kronenburg         | Hl. Apostel Matthias, Blankenheim/Dahlem | 1736, Turm:1901 |
|      | Hubertuskapelle                                                       | Dahlem-Schmidtheim            | St. Martin/Schmidtheim                | Hl. Apostel Matthias, Blankenheim/Dahlem | 18. Jh. Vorbau und Altar: spätes 19. Jh. |
|      | Arenbergische Waldkapelle / Eduardkapelle                             | Hellenthal                    |                                       |                                          | 1898/1899 |
|      | Bartholomäus-Kapelle                                                  | Hellenthal-Giescheid          | St. Matthias/Reifferscheid            | Hellenthal/Schleiden                     | |
|      | Maria-Himmelfahrt-Kapelle                                             | Hellenthal-Kehr               | St. Michael/Losheim                   | Hellenthal/Schleiden                     | |
|      | St. Luzia und Antonius-Kapelle                                        | Hellenthal-Oberreifferscheid  | St. Matthias, Reifferscheid           | Hellenthal/Schleiden                     | |
|      | St. Gangolf-Kapelle                                                   | Hellenthal-Ramscheid          | St. Bernhard, Hollerath               | Hellenthal/Schleiden                     | |
|      | St. Antonius-Kapelle                                                  | Hellenthal-Schnorrenberg      | St. Barbara, Rescheid                 | Hellenthal/Schleiden                     | |
|      | Marienkapelle                                                         | Hellenthal-Wiesen             |                                       |                                          | |
|      | Sebastian-Kapelle                                                     | Hellenthal-Wollenberg         | St. Stephanus, Sistig                 | Hellenthal/Schleiden                     | |
|      |                                                                       | Kall-Diefenbach               |                                       |                                          | Privatkapelle |
|      | Maria-Hilf-Kapelle                                                    | Kall-Golbach                  | St. Nikolaus/Kall                     | Hl. Hermann Josef, Steinfeld             | |
|      | Hubertus-Kapelle                                                      | Kall-Heistert                 | St. Nikolaus/Kall                     | Hl. Hermann Josef, Steinfeld             | 16. Jh. |
|      | Lourdes-Kapelle                                                       | Kall-Keldenich                | St. Dionysius, Keldenich              | Hl. Hermann Josef, Steinfeld             | 1854 |
|      | St. Michael                                                           | Kall-Rinnen                   | St. Stephanus/Sistig                  | Hl. Hermann Josef, Steinfeld             | gebaut nach 1936, geweiht 1942; Architekt: Willy Weyres |
|      | Katharina-Kapelle                                                     | Kall-Wallenthal               |                                       |                                          | |
|      | Barbara-Kapelle                                                       | Mechernich                    | Alt St. Johannes Baptist, Mechernich  | St. Barbara, Mechernich                  | 1962 |
|      | Wegekapelle                                                           | Mechernich-Antweiler          |                                       |                                          | |
|      | Barbara-Kapelle                                                       | Mechernich-Bergbuir           | St. Agnes, Bleibuir                   | St. Barbara, Mechernich                  | 1924 |
|      | Barbarakapelle                                                        | Mechernich-Bergheim           | St. Georg, Kallmuth                   | St. Barbara, Mechernich                  | 1985 |
|      | Leonhard-Kapelle                                                      | Mechernich-Breitenbenden      | St. Margareta, Vussem                 | St. Barbara, Mechernich                  | 1871/1872 |
|      | Muttergotteskapelle / Waldkapelle                                     | Mechernich-Eicks              | St. Martin, Eicks                     | St. Barbara, Mechernich                  | 1782 |
|      | Barbara-Kapelle                                                       | Mechernich-Firmenich          |                                       |                                          | |
|      | Marienkapelle                                                         | Mechernich-Firmenich          |                                       |                                          | |
|      | St. Josef-Kapelle                                                     | Mechernich-Gehn               |                                       |                                          | |
|      | Kapelle zu den Heiligen Mauren                                        | Mechernich-Hostel             | St. Andreas, Glehn                    | St. Barbara, Mechernich                  | 1490 |
|      | Kapelle Heilige Familie                                               | Mechernich-Kalenberg          | St. Georg, Kallmuth                   | St. Barbara, Mechernich                  | 1905 |
|      | Lourdes-Kapelle                                                       | Mechernich-Katzvey            |                                       |                                          | |
|      | Wegekapelle                                                           | Mechernich-Lessenich          |                                       |                                          | |
|      | Kapelle zu Maria, Mutter der immerwährenden Hilfe                     | Mechernich-Lorbach            | St. Georg, Kallmuth                   | St. Barbara, Mechernich                  | 1908 |
|      | St. Luzia-Kapelle                                                     | Mechernich-Lückerath          | St. Agnes, Bleibuir                   | St. Barbara, Mechernich                  | 1718 |
|      | Marien-Kriegergedächtniskapelle                                       | Mechernich-Obergartzem        |                                       |                                          | |
|      | Maria-Himmelfahrt-Kapelle                                             | Mechernich-Rißdorf            |                                       |                                          | |
|      | St. Agatha-Kapelle                                                    | Mechernich-Schaven            |                                       |                                          | |
|      | Michaelkapelle                                                        | Mechernich-Schützendorf       | St. Agnes, Bleibuir                   | St. Barbara, Mechernich                  | 1965 |
|      | Antoniuskapelle                                                       | Mechernich-Voißel             | St. Agnes, Bleibuir                   | St. Barbara, Mechernich                  | 1873 |
|      | St. Margaretha-Kapelle                                                | Mechernich-Vussem             |                                       |                                          | |
|      | Antoniuskapelle                                                       | Monschau                      |                                       |                                          | 2003, gestiftet von der Druckerei Weiss und betreut vom Verein „Antoniusbrot e. V.“ |
|      | Kapelle zur schmerzhaften Mutter Gottes (Kapelle auf der Sonntagsley) | Monschau                      |                                       |                                          | 1950, als Nachfolgebau einer im Zweiten Weltkrieg zerstörten im gotischen Stil erbauten Kapelle aus dem Jahr 1890 |
|      | Schlosskapelle                                                        | Monschau                      |                                       |                                          | 1369 erbaut als „nuwe Capelle“, 1550 und 1675 restauriert, bis 1794 im Besitz der Schlossherren, 1810 in Privatbesitz, 1917 vom Maria-Hilf-Stift erworben und 1983 erneut restauriert. |
|      | Ave-Maria-Kapelle                                                     | Monschau                      |                                       |                                          | 1911 von Bürgern errichtet und 1961 instand gesetzt. Kleiner rechteckiger Bruchsteinbau mit Satteldach, an der Frontseite rundbogig offen. |
|      | Antoniuskapelle                                                       | Monschau-Kalterherberg        |                                       |                                          | Privatkapelle; 2006 |
|      | Norbertuskapelle                                                      | Monschau-Kalterherberg        | St. Lambertus/Kalterherberg           | Monschau                                 | 1926 erbaut nach Plänen von Forthmann im Auftrag der Kirchengemeinde. Achteckige Bau mit rundbogigem Portal, geschweiftem Dach, Laterne und Zwiebelhaube |
|      | Pankratiuskapelle                                                     | Monschau-Konzen               | St. Peter und Pankratius/Konzen       | Monschau                                 | 9. Jhr., zugeschrieben dem karolingischen Königshof; einschiffiger Bruchsteinbau mit älterem östlichen und jüngerem westlichen Joch, Satteldach mit Dachreiter, Innenraum mit Kreuzgewölbe versehen |
|      | Marienkapelle                                                         | Monschau-Konzen               |                                       |                                          | Privatkapelle; 1968 eingesegnet, in Erinnerung an die 1966 verstorbene Maria Magdalena Boltesdorf, geb. Steinröx; erbaut von Heinrich Huppertz, Marienbildnis von dem Künstler Paul Siebertz |
|      | Quirinuskapelle                                                       | Monschau-Konzen               |                                       |                                          | Privatkapelle; 1968 eingesegnet, Neubau einer 1967 abgerissenen Kapelle aus dem Jahr 1679, einst erbaut von Gerhard Lauterbach und Agnes Beuel; Quirinusfigur von der Künstlerin Eva Jünger |
|      | Josefskapelle                                                         | Monschau-Mützenich            |                                       |                                          | Privatkapelle, Ersterbauung 1815 als Dankeskapelle für unverletzt überstandenem Kriegseinsatz, Neubau 1967, unterstützt durch Nachbarschaftshilfe |
|      | Brigidakapelle                                                        | Monschau-Mützenich            |                                       |                                          | Privatkapelle; 1951 erfolgter Neubau an Stelle einer 1896 errichteten ersten Kapelle |
|      | Marienkapelle                                                         | Monschau-Mützenich            |                                       |                                          | Privatkapelle; 1954 |
|      | Lourdes-Grotte                                                        | Monschau-Rohren               | St. Cornelius/Rohren                  | Monschau                                 | 1903 auf Initiative von Pfarrer Hesseler nach einem Entwurf von P. Rademann (SVD), mit Darstellungen der sieben Schmerzen Mariens |
|      | Josefs-Kapellchen                                                     | Monschau-Rohren               | St. Cornelius/Rohren                  | Monschau                                 | 1905 auf Initiative der Geschwister Jansen zunächst als Privatkapelle errichtet, später im Bestand der Pfarre aufgenommen |
|      | Hubertus-Kapelle                                                      | Monschau-Widdau               | St. Cornelius/Rohren                  | Monschau                                 | 1978; Architekt: Karl Nießen; Patenschaft durch den 1950 gegründete Kapellenbauverein. 2001 Einweihung einer Glocke. Vieleckige Halle in Naturstein und Sichtbeton, rechteckiger offener Vorraum unter Zeltdach auf zwei Betonstützen, Gebetsraum durch Glas abgetrennt für ca. jeweils 30 Sitz- und Stehplätze. |
|      | Ölbergrotte                                                           | Monschau-Widdau               | St. Cornelius/Rohren                  | Monschau                                 | 1904 durch Peter Neumann; auch bekannt als „Todesangstgrotte“; mit Darstellungen Jesus mit Jünger am Ölberg. |
|      | Kapelle Zur schmerzhaften Muttergottes                                | Nettersheim-Bouderath         |                                       |                                          | |
|      | Filialkapelle St. Bartholomäus                                        | Nettersheim-Buir              | St. Margareta, Frohngau               | Hl. Hermann Josef, Steinfeld             | 1868/1869 gebaut, 1870 geweiht; Vorgängerbau 1536 erwähnt; |
|      | Ahekapelle                                                            | Nettersheim-Engelgau          | St. Peter, Zingsheim                  | Hl. Hermann Josef, Steinfeld             | Langhaus: 11./12. Jahrhundert, Chor: 15. Jahrhundert; 1988: Instandsetzung |
|      | St. Luzia                                                             | Nettersheim-Engelgau          | St. Peter, Zingsheim                  | Hl. Hermann-Josef, Steinfeld             | 1934–1937; Kirchturm von der Vorgängerkapelle (15. Jahrhundert) erhalten |
|      | Kreuzerhöhungskapelle                                                 | Nettersheim-Holzmülheim       | St. Gertrud, Bouderath                | Hl. Hermann Josef, Steinfeld             | 1728 gebaut, 1904 erweitert; Vorgängerbauten um 1150 und 16. Jahrhundert |
|      | Wegekapelle                                                           | Nettersheim-Marmagen          |                                       |                                          | |
|      | St. Maternus und St. Antonius                                         | Nettersheim-Roderath          | St. Gertrud, Bouderath                | Hl. Hermann Josef, Steinfeld             | 1846–1849 gebaut; Vorgängerkapelle 1736 gebaut, 1849 abgebrochen |
|      | Marienkapelle                                                         | Nettersheim-Tondorf           | St. Lambertus, Tondorf                | Hl. Hermann Josef, Steinfeld             | 1995 |
|      | Pestkapelle                                                           | Schleiden                     |                                       |                                          | |
|      | Maria-Hilf-Kapelle                                                    | Schleiden-Berescheid          | St. Georg/Dreiborn                    | Hellenthal/Schleiden                     | |
|      | Kapelle                                                               | Schleiden-Bronsfeld           | St. Philippus und Jakobus/Schleiden   | Hellenthal/Schleiden                     | |
|      | Wegekapelle                                                           | Schleiden-Dreiborn-Wollseifen |                                       |                                          | |
|      | Muttergotteskapelle                                                   | Schleiden-Ettelscheid         | St. Philippus und Jakobus/Schleiden   | Hellenthal/Schleiden                     | |
|      | Maria-Hilf-Kapelle                                                    | Schleiden-Kerperscheid        | St. Philippus und Jakobus/Schleiden   | Hellenthal/Schleiden                     | |
|      | Wegekapelle                                                           | Schleiden-Oberhausen          |                                       |                                          | |
|      | Muttergotteskapelle                                                   | Schleiden-Scheuren            | St. Philippus und Jakobus/Schleiden   | Hellenthal/Schleiden                     | |
|      | Wegekapelle                                                           | Schleiden-Wintzen             |                                       |                                          | |
|      | Johanneskapelle                                                       | Simmerath                     | St. Johann Baptist, Simmerath         | Selige Helena Stollenwerk, Simmerath     | 1665, Bruchsteinbau mit fast quadratischem Grundriss und sechsseitigem Dach, stand bis 1975 am Marktplatz, Eigentum der Zivilgemeinde |
|      | Erlöserkapelle                                                        | Simmerath-Eicherscheid        | St. Lucia/Eicherscheid                | Selige Helena Stollenwerk, Simmerath     | 1934 erbaut nach Plänen von Architekt Felix Kreusch im Auftrag der Aachener Pfarre St. Peter, die auf dem Gelände der vormaligen Belgenbacher Mühle ein Jugendheim betrieb. |
|      | Hubertus-Kapelle                                                      | Simmerath-Erkensruhr          | St. Nikolaus, Einruhr                 | Selige Helena Stollenwerk, Simmerath     | 1948/1949, 1979/1980 renoviert und umgebaut, Bruchsteinsaalbau mit dreiseitig geschlossenem Chor und Sakristei, Satteldach, Dachreiter über Westgiebel, |
|      | Weltkriegs-Gedächtniskapelle                                          | Simmerath-Hammer              | St. Bartholomäus                      | Selige Helena Stollenwerk, Simmerath     | 1959/1960, Planung Erich Charlier |
|      | Waldkapelle Hirschrott                                                | Simmerath-Hirschrott          | St. Nikolaus, Einruhr                 | Selige Helena Stollenwerk, Simmerath     | 1983/1984 erbaut durch die Dorfgemeinschaft als Eigentümerin |
|      | Christus-König-Kapelle                                                | Simmerath-Huppenbroich        | St. Johann Baptist, Simmerath         | Selige Helena Stollenwerk, Simmerath     | 1946/1947 erbaut vom Kirchenbauverein e. V., seit 1953 im Besitz der Kirchengemeinde. Vierachsiger Backsteinbau, Dachreiter hinter dem Westgiebel |
|      | Bruchsteinkapelle                                                     | Simmerath-Lammersdorf         | St. Johann Baptist, Simmerath         | Selige Helena Stollenwerk, Simmerath     | Mitte 19. Jh.; Bruchsteinkapelle mit rundbogigem Eingang, im Oberlicht der Türe Maßwerkfenster in Eisenguss, kleine spitzbogige Seitenfenster, innen Holzaltar mit Kreuzgruppe. |
|      | Marienkapelle                                                         | Simmerath-Lammersdorf         | St. Johann Baptist, Simmerath         | Selige Helena Stollenwerk, Simmerath     | 1959 nach Plänen von Hubert Völl, verputzter kleine Backsteinbau auf Bruchsteinsockel, innen Marienstatue |
|      | Kapelle zur Schmerzhaften Muttergottes                                | Simmerath-Paustenbach         | St. Johann Baptist, Simmerath         | Selige Helena Stollenwerk, Simmerath     | 1958 errichtet anstelle der 1872 erbauten und 1944 zerstörten Vorgängerkapelle |
|      | Bruchsteinkapelle                                                     | Simmerath-Rollesbroich        |                                       |                                          | |
|      | Dorfkapelle                                                           | Simmerath-Rurberg             |                                       |                                          | |
|      | Waldkapelle im Weidenbachtal                                          | Simmerath-Rurberg             |                                       |                                          | |
|      | Kapelle Hechelscheid                                                  | Simmerath-Steckenborn         | St. Apollonia/Steckenborn             | Selige Helena Stollenwerk, Simmerath     | 1864; im Innern Kreuzigungsgruppe aus dem Bauzeit der Kapelle |
|      | Wendelinuskapelle                                                     | Simmerath-Woffelsbach         | St. Barbara, Rurberg                  | Selige Helena Stollenwerk, Simmerath     | 1912 erbaut nach Plänen von Heinrich Forthmann aus Köln. Verputzter Bruchsteinbau, zweijochiges Langhaus, runde Apsis, Rundbogenfenster, vierseitiger Dachreiter mit spitzem Doppelgiebel, gekrönt mit vierseitiger Haube, Innenraum Kapelle mit Kreuzgratgewölbe                                                |